# Epicosymbia perrufa
Epicosymbia perrufa là một loài bướm đêm trong họ Geometridae.